# Marco Paolini

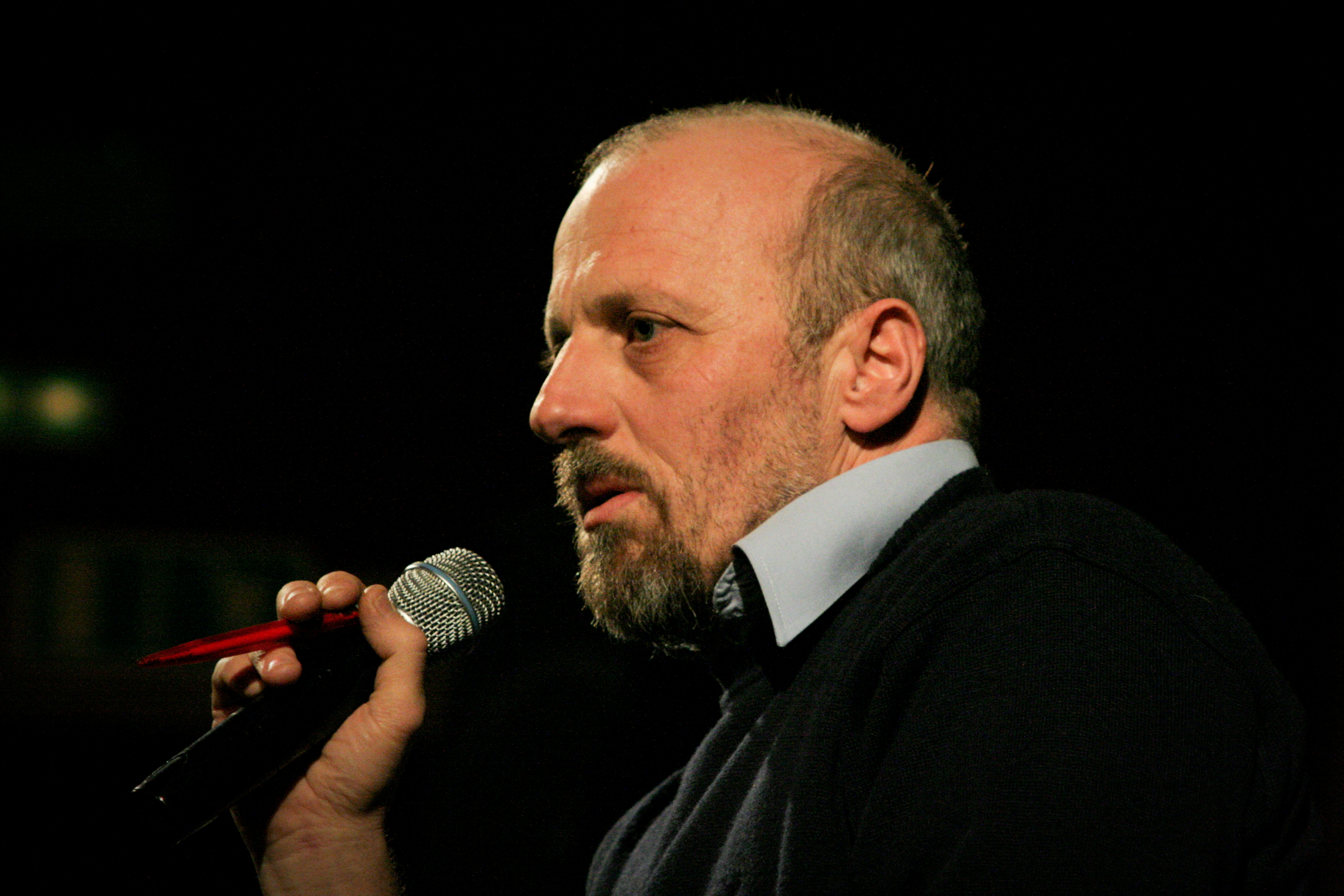
Marco Paolini photographié au Teatro Puccini de Novoli le 7 mars 2009

Marco Paolini (né le 5 mars 1956 à Belluno en Italie) est un acteur, un dramaturge, un auteur et un réalisateur italien.

## Biographie
De 1970 à 1994, Marco Paolini a fait partie de divers groupes théâtraux : Théâtre des Chiffons (Teatro degli Stracci), Studio 900 de Trévise (Studio 900 di Treviso).
En 1984, il a travaillé aux États-Unis pour une brève période, réalisant une création du nom de Two little orphans.
De 1990 aux premiers mois de l'année 2000 il a produit Il racconto del Vajont 1956/ 9 Ottobre 1963 qui a reçu en 1995 le Prix spécial Ubu' pour le théâtre politique. En 1996, il reçoit le Prix IDI pour la meilleure nouveauté italienne transmise en direct à la télévision sur la Rai II le 9 octobre 1997. Pour ce spectacle, il reçoit l'Oscar de la télévision pour le meilleur programme proposé en 1997.
En 1999, il fonde la société de production Jole qui deviendra Jolefilm en 2002. Celle-ci s'occupe de ses projets théâtraux, cinématographiques et éditoriaux.
En 2005, Marco Paolini reçoit le prix italien d'archives diaristiques, pour son travail sur la mémoire.
Ses dernières productions théâtrales sont: l'hommage à Mario Rigoni Stern, avec Il Sergente nella Neve (2004), La Macchina del Capo (2009) et il est actuellement en tournée avec son nouveau spectacle Itis Galileo (2010).
Pour ce qui est du cinéma, il a participé au film Journal intime (Caro Diario) de Nanni Moretti (1993), Vivere de Franco Bernini (2001) ou encore A cavallo della Tigre de Carlo Mazzacurati (2002).

## Style et thématiques narratives
Auteur et interprète d'un répertoire qui appartient au dénommé Théâtre civil, il s'occupe du théâtre depuis les années soixante-dix. Son activité se distingue des autres pour son goût de l'étude des textes, de la recherche des sources, et par la combinaison en continu des faits et des trouvailles souvent irrévérencieuses et ironiques; ses spectacles, de cette façon affrontent des thématiques complexes.
Paolini, dont les spectacles sont en majeure partie basés sur le monologue, souvent récités en langue vénitienne, est considéré comme l'un des plus importants personnages de la dite première génération, simplement définie comme théâtre de narration, un théâtre qui, sur la lancée du Mystère bouffe de Dario Fo, se base sur l'idée d'interpréter sans maquillage, sans costumes ou mise en scène, il assume la fonction de narrateur, avec sa propre identité non substituée, c'est-à-dire sans interpréter un personnage.

## Productions et spectacles théâtraux
- Album théâtraux
  - Adriatico (inspiré du Petit Nicolas de René Goscinny, 1987)
  - TIRI in porta (dédié aux enfants de la rue Paal, de Ferenc Molnár, 1990)
  - Liberi tutti (dédié à l'œuvre de Luigi Meneghello, 1992)
  - Aprile '74-'75 (1995)
  - Stazioni di transito-Album di storie (1999)
- Il racconto del Vajont (1994)
- Les Bestiaires
  - Bestiaire vénitien-En rivière (1998)
  - Bestiaire vénitien-Les mots fous (1998)
  - Bestiaire vénitien-Le jardin (1998)
  - Bestiaire italien-Les chiens du gaz (1999)
- Appunti foresti (1996)
- Le million-Cahier vénitien de Marco Paolini (1997)
- Appunti foresti dal Milione quaderno veneziano (2002)
- I-TIGI Canto per Ustica (dédié au massacre d'Ustica, 2000) en collaboration avec Daniele Del Giudice
- Parlement Chimique-Histoires de plastique (dédié à Porto Marghera, 2001)
- Song n° 32 (concert avec Mario Paolini et les Mercanti di Liquore, 2003)
- Karma Kola (monologue musical avec Marco Paolini et les Mercanti di Liquore, 2006)
- Le Sergent (inspiré du Sergent dans la neige de Mario Rigoni Stern). Spectacle suivi par 1.200.000 téléspectateurs, ce qui est un record pour la LA7.
- La voiture du chef (transmis sur la LA7)

## Filmographie
- 1993 : Journal intime (Caro Diario) de Nanni Moretti
- 1995 : Il Toro de Carlo Mazzacurati
- 1998 : I piccoli maestri de Daniele Luchetti : professeur Toni Giuriolo.
- 1999 : Ritratti : Mario Rigoni Stern de Carlo Mazzacurati
- 2000 : La lingua del Santo de Carlo Mazzacurati
- 2001 : Vivere de Franco Bernini
- 2002 : A cavallo della tigre de Carlo Mazzacurati
- 2008 : Une histoire italienne (Sanguepazzo) de Marco Tullio Giordana
- 2011 : La Petite Venise (Io sono Li) de Andrea Segre

## Discographie
- Marco Paolini legge Ernesto Calzavara, 2001
- Sputi avec les Mercanti di Liquore, 2001
- Livre audio : Marcovaldo de Calvino lu par Paolini, 2003
- Miserabili avec les Mercanti di Liquore, 2008